# Velykyï Bereznyï
Velykyï Bereznyï (en ukrainien : Вели́кий Бере́зний) est une commune urbaine de l'oblast de Transcarpatie, en Ukraine, et le centre administratif du raïon de Velyky Berezny, le village possède une gare.

## Culture
Il y a au village un parc arboretum qui est inscrit au patrimoine naturel d'Ukraine.

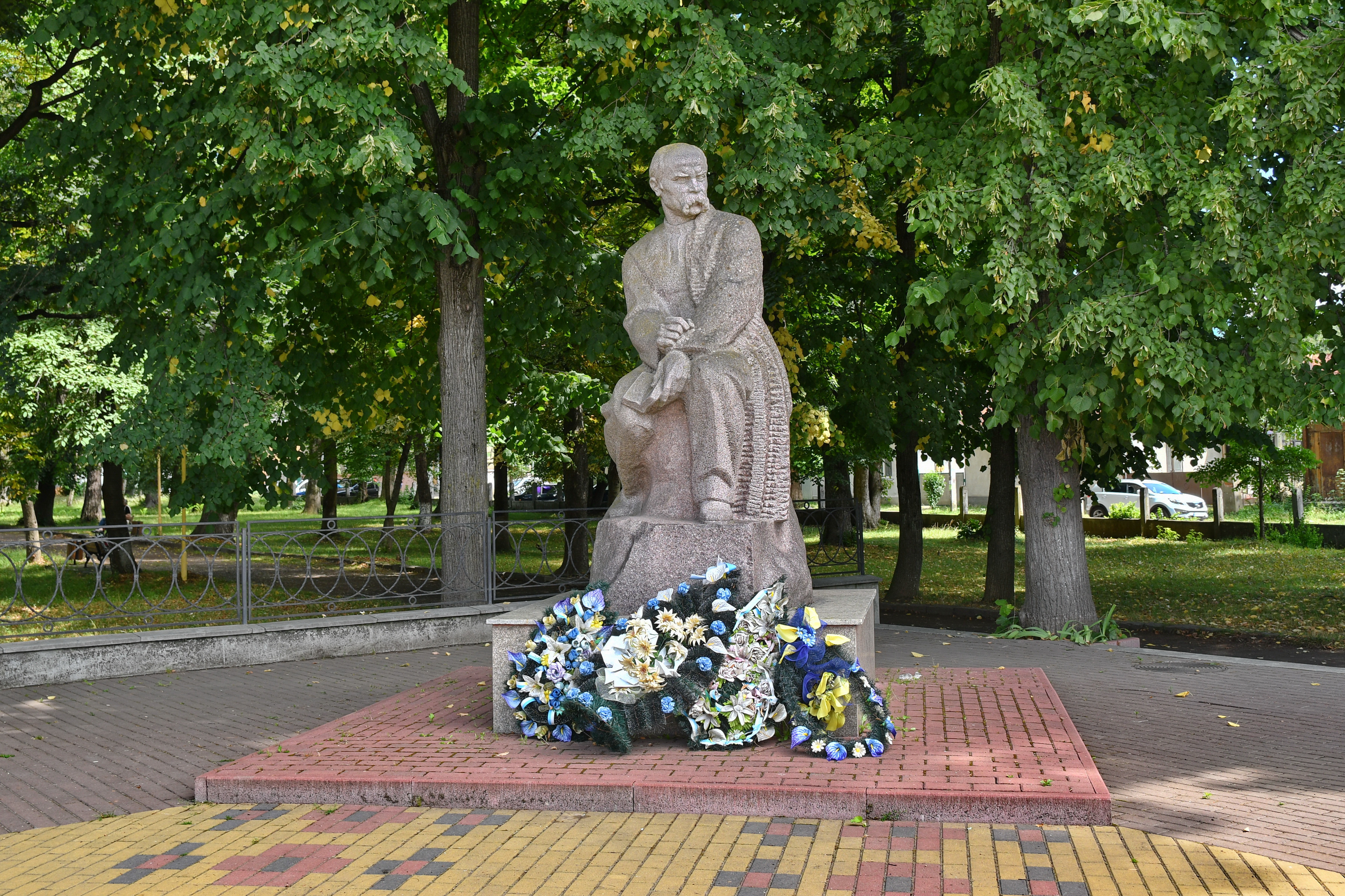
Monument à Taras Chevtchenko inscrit au Registre national des monuments d'Ukraine.